# Glyptograpsus jamaicensis
Glyptograpsus jamaicensis is een krabbensoort uit de familie van de Glyptograpsidae. De wetenschappelijke naam van de soort is voor het eerst geldig gepubliceerd in 1802 door Benedict.